# Condoto
Condoto là một khu tự quản thuộc tỉnh Chocó, Colombia. Thủ phủ của khu tự quản Condoto đóng tại Condoto Khu tự quản Condoto có diện tích 888 ki lô mét vuông. Đến thời điểm ngày 28 tháng 5 năm 2005, khu tự quản Condoto có dân số 15914 người.